# هنری ولسفورد
هنری ولسفورد (انگلیسی: Henry Welsford; ۱۴ ژوئن ۱۹۰۰ – ۱ آوریل ۱۹۷۴) قایقران روئینگ اهل ایالات متحده آمریکا بود.